# Język staroturecki
Język staroturecki, język staroturkijski (tur. Göktürkçe) – nazwa używana w odniesieniu do najstarszego zaświadczonego w piśmie języka turkijskiego. Zaliczał się on do południowo-wschodniej gałęzi języków turkijskich, która dała początek ujgurskiemu oraz czagatajskiemu. Istnieje wiele zapisów w starotureckim, przy czym w większości z nich zastosowano zapis w piśmie orchońskim.

## Porównanie z dzisiejszymi językami tureckimi
Poniższa tabela zestawia liczebniki od 1 do 10 w kilku językach tureckich. Dla wszystkich z nich zastosowano alfabet łaciński, w celu uwypukleniu różnic.
| liczebnik | staroturecki | współczesny turecki | tuwiński | kazachski | kaszkajski | krymczacki |
| 1         | Bir          | Bir                 | Bir      | Bir       | Bir        | Bir        |
| 2         | Eki          | İki                 | İyi      | Yeki      | İki        | Eki        |
| 3         | Üç           | Üç                  | Üş       | Üş        | Üç         | Üç         |
| 4         | Tört         | Dört                | Dört     | Tört      | Dört       | Dort       |
| 5         | Beş          | Beş                 | Beş      | Bes       | Beş        | Beş        |
| 6         | Altı         | Altı                | Aldı     | Altı      | Altı       | Altı       |
| 7         | Yeti         | Yedi                | Çedi     | Jeti      | Yedi       | Yedi       |
| 8         | Sekiz        | Sekiz               | Ses      | Segiz     | Sekiz      | Sekiz      |
| 9         | Tokuz        | Dokuz               | Tos      | Toğız     | Dokuz      | Tokuz      |
| 10        | On           | On                  | On       | On        | On         | On         |